# Raoul Pupo
Raoul Pupo (Trieste, 1952) è uno storico italiano, già professore di Storia contemporanea all'Università di Trieste, tra i massimi conoscitori dell'Esodo giuliano-dalmata e dei massacri delle foibe.

## Biografia
Negli anni '80 fu segretario provinciale della Democrazia Cristiana di Trieste.
Professore associato presso il Dipartimento di Scienze Politiche e Sociali dell'Università di Trieste, docente di Storia contemporanea dal 2002 al 2022 e dal 2023 docente di Storia della frontiera alto adriatica, è membro sin dal 1996 delle commissioni miste storico-culturali italo-croata e italo-slovena (quest'ultima ha terminato i lavori nel 2000). È inoltre membro del comitato scientifico dell'Istituto Nazionale per la Storia del Movimento di Liberazione in Italia, ed è stato presidente dell'Istituto regionale per la storia del movimento di liberazione nel Friuli-Venezia Giulia.
Alla fine degli anni '80 del XX secolo, a distanza di oltre quarant'anni dalla tragedia giuliano dalmata, fu uno dei promotori della revisione della storiografia relativa ai massacri delle foibe e all'esodo giuliano dalmata: due temi precedentemente pochissimo esplorati dagli storici accademici italiani.
Ha dedicato diverse pubblicazioni all'esodo istriano ed ha ricostruito le vicende storico-politiche che hanno riguardato il Territorio Libero di Trieste curando in particolare lo studio delle vicende delle popolazioni coinvolte.
Si è occupato della rifondazione della politica estera italiana analizzando i rapporti e le vicende storico-politiche tra l'Italia e gli stati che nel tempo si sono avvicendati sul confine orientale italiano.

### Contributi allo studio degli eccidi delle "foibe"
Nella sua interpretazione dei fatti Pupo premette che, per estensione, i termini "foibe" e il neologismo "infoibare" sono diventati sinonimi di uccisioni che in realtà furono in massima parte perpetrate in modo diverso; la maggioranza delle vittime, cioè, morì nei campi di prigionia jugoslavi o durante la deportazione verso di essi. Secondo Raoul Pupo e Roberto Spazzali, l'utilizzo simbolico del termine “foibe” «può divenire fonte di equivoci qualora si affronti il nodo della quantificazione delle vittime», in quanto la differenza tra il numero relativamente ridotto dei corpi materialmente gettati nelle foibe, e quello più alto degli uccisi nei campi di prigionia, dovrebbe portare a parlare di "deportati" e "uccisi" per indicare tutte le vittime della repressione. Il numero totale delle vittime in Venezia Giulia, nel Quarnaro e nella Dalmazia (comprendente le salme recuperate e quelle stimate, nonché i morti nei campi di concentramento jugoslavi) sarebbe comunque compreso tra le 3 000 e le 5 000.
Gli eccidi, secondo Pupo, avevano l'obiettivo di eliminare i possibili oppositori del costituendo regime comunista jugoslavo e furono uno dei tanti strumenti che caratterizzarono la sua ascesa al potere.
Pupo e Spaziali hanno evidenziato il nesso tra gli eccidi del 1945 e le stragi jugoslave, ossia quell'insieme di eccidi che hanno ovunque marcato la presa del potere in Jugoslavia, da parte di un movimento rivoluzionario a guida comunista, protagonista di una guerra che non era solo di liberazione, ma che era anche una feroce guerra civile, diretta all'eliminazione fisica degli avversari e che si trascinò, in termini di scontri armati e stragi, fino al 1946.
Per tale motivo «le "foibe" (...) sono state una variante locale di un processo generale che ha coinvolto tutti i territori in cui si realizzò la presa del potere da parte del movimento partigiano comunista jugoslavo ... » e non solo in Venezia Giulia, nel Quarnaro e nella Dalmazia.
Pertanto l'ipotesi più plausibile per spiegare gli eccidi delle foibe è stata quella dell'"epurazione preventiva". Tale epurazione nella Venezia Giulia combinava, in modo inscindibile, obiettivi di rivalsa nazionale e di affermazione ideologica, nonché di riscatto sociale, e voleva eliminare tutti i potenziali oppositori (reali o meno) del disegno politico di Tito. Il progetto era contemporaneamente nazionale e ideologico, dal momento che mirava sia all'annessione della Venezia Giulia, sia all'instaurazione di un regime stalinista.
Questa interpretazione dei fatti non sottovaluta il fondamentale ruolo del nazionalismo sloveno e croato e del loro inserimento nell'ambito della politica di potenza della nuova Jugoslavia e pone al centro dell'attenzione il problema dell'affermazione del comunismo mediante la lotta armata, evidenziando inoltre la differenza fra la resistenza nella Venezia Giulia e quella del resto d'Italia.
Tali conclusioni sono state recepite nella relazione pubblicata nel 2001 della "Commissione storico-culturale italo-slovena", incaricata dal Governo italiano e dal Governo sloveno di mettere a punto un'interpretazione condivisa dei rapporti italo-sloveni fra il 1880 e il 1956. Di essa faceva parte Raoul Pupo, insieme ai massimi studiosi che, sia in Italia sia in Slovenia, si erano occupati del periodo. Nel rapporto si conclude cheː «tali avvenimenti si verificarono in un clima di resa dei conti per la violenza fascista e di guerra e appaiono in larga misura il frutto di un progetto politico preordinato, in cui confluivano diverse spinte: l'impegno a eliminare soggetti e strutture ricollegabili (anche al di là delle responsabilità personali) al fascismo, alla dominazione nazista, al collaborazionismo e allo stato italiano, assieme a un disegno di epurazione preventiva di oppositori reali, potenziali o presunti tali, in funzione dell'avvento del regime comunista, e dell'annessione della Venezia Giulia al nuovo Stato jugoslavo. L'impulso primo della repressione partì da un movimento rivoluzionario che si stava trasformando in regime, convertendo quindi in violenza di Stato l'animosità nazionale e ideologica diffusa nei quadri partigiani.»

### Conclusioni sull'esodo giuliano-dalmata

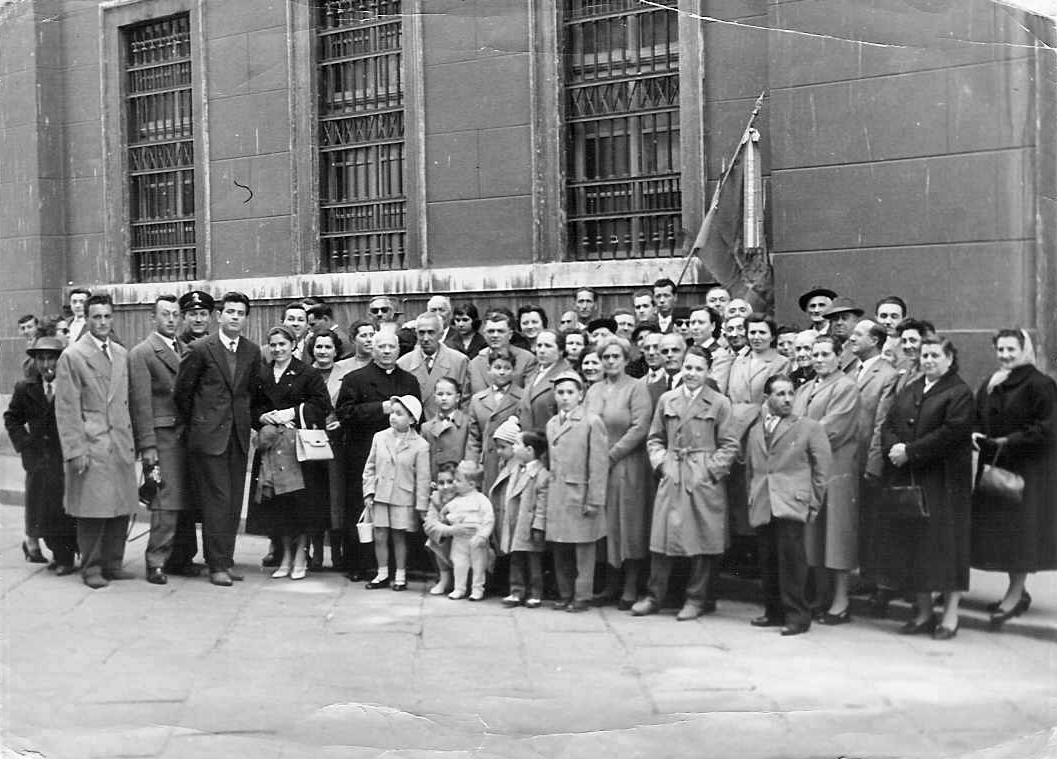
Esuli da Piemonte d'Istria fotografati a Trieste nel 1959

Per quanto riguarda la quantificazione del fenomeno dell'esodo giuliano-dalmata, Raoul Pupo scrive: «Sulle dimensioni complessive dell'esodo vi è nella letteratura ampia discordanza, legata per un verso al fatto che un conteggio esatto non venne compiuto quando ciò era ancora possibile, per l'altro all'utilizzo politico delle stime compiuto sia in Italia che nella ex Iugoslavia: si oscilla così da ipotesi al ribasso di 200.000 unità - che in realtà comprendono solo i profughi censiti in Italia, trascurando i molti, che, soprattutto nei primi anni del dopoguerra emigrarono senza passare per l'Italia e comunque senza procedere ad alcuna forma di registrazione nel nostro Paese - fino ad amplificazioni a 350.000 esodati, difficilmente compatibili con la consistenza della popolazione italiana d'anteguerra nei territori interessati all'esodo. Stime più equilibrate, risalenti alla fine degli anni cinquanta e successivamente riprese, inducono a fissare le dimensioni presunte dell'esodo attorno al quarto di milione di persone.».
La citata Commissione storico-culturale italo-slovena, di cui Pupo ha fatto parte, ha fornito, nel suo rapporto finale del 2000, stime simili per l'intera Venezia Giulia passata nel secondo dopoguerra alla Jugoslavia, il Quarnaro e la Dalmazia. Si consideri che l'esodo si sviluppò, in massima parte, in un lasso di tempo non breve: compreso tra il 1943 e 1956.

## Opere
- La rifondazione della politica estera italiana: la questione giuliana (1944-46). Linee interpretative, Udine, Del Bianco, 1979, ISBN 978-88-955-7543-8.
- L'ultima crisi per Trieste. La Gran Bretagna e la questione giuliana nel 1953, Trieste, Centro studi economico-politici Ezio Vanoni, 1984.
- Fra Italia e Iugoslavia. Saggi sulla questione di Trieste (1945-1954), Udine, Del Bianco, 1989, ISBN 978-88-955-7544-5.
- Venezia Giulia. Immagini e problemi. 1945, didascalie di Fulvio Anzellotti, ricerca iconografica e coordinamento editoriale di Roberto Spazzali, Gorizia, Editrice goriziana, 1992.
- Matrici della violenza fra foibe e deportazioni, in Chiesa e società nel Goriziano fra guerra e movimenti di liberazione, Gorizia, Istituto di storia sociale e religiosa-Istituto per gli incontri culturali mitteleuropei, 1997.
- Franco Cecotti e Raoul Pupo (a cura di), Il confine orientale. Una storia rimossa, Milano, Bruno Mondadori, 1998.
- Guerra e dopoguerra al confine orientale d'Italia (1938-1956), Udine, Del Bianco, 1999.
- Marina Cattaruzza, Marco Dogo e Raoul Pupo (a cura di), Esodi. Trasferimenti forzati di popolazione nel Novecento europeo, Napoli, ESI, 2000, ISBN 88-495-0059-9.
- L'esodo forzoso dall'Istria, in Storia dell'emigrazione italiana, I, Partenze, Roma, Donzelli, 2001, ISBN 88-7989-655-5.
- La foiba di Basovizza, in Cattolici a Trieste. Nell'impero austro-ungarico, nell'Italia monarchica e fascista, sotto i nazisti, nel secondo dopoguerra e nell'Italia democratica, Trieste, LINT, 2003, ISBN 88-8190-193-5.
- Foibe, con Roberto Spazzali, Milano, Bruno Mondadori, 2003, ISBN 88-424-9015-6.
- Il lungo esodo. Istria: le persecuzioni, le foibe, l'esilio, Milano, Rizzoli, 2005, ISBN 88-17-00562-2.
- Il confine scomparso. Saggi sulla storia dell'Adriatico orientale nel Novecento, Trieste, IRSML, 2007, ISBN 978-88-95170-06-0.
- Georg Meyr e Raoul Pupo (a cura di), Dalla cortina di ferro al confine ponte. A cinquant'anni dal Memorandum di Londra, l'allargamento della Nato e dell'Unione Europea, Trieste, Comune di Trieste, 2008, ISBN 978-88-87377-34-7.
- Guido Crainz, Raoul Pupo e Silvia Salvatici (a cura di), Naufraghi della pace. Il 1945, i profughi e le memorie divise d'Europa, Roma, Donzelli, 2008, ISBN 978-88-6036-271-1.
- Il nuovo confine fra Italia e Jugoslavia; Foibe; L'esodo dei giuliano-dalmati, in Dall'Impero austro-ungarico alle foibe. Conflitti nell'area alto-adriatica, Torino, Bollati Boringhieri, 2009, ISBN 978-88-339-1959-1.
- Raoul Pupo e Fabio Todero (a cura di), Fiume, D'Annunzio e la crisi dello Stato liberale in Italia, Trieste, IRSML, 2010, ISBN 978-88-904006-3-6.
- Trieste '45, Collana Storia e Società, Roma-Bari, Laterza, 2010, ISBN 978-88-420-9263-6. - Nuova Prefazione dell'Autore, Collana Storia e Società, Laterza, 2023, ISBN 978-88-581-5203-4.
- La violenza del dopoguerra al confine tra due mondi, in Porzûs. Violenza e Resistenza sul confine orientale, Bologna, Il Mulino, 2012, ISBN 978-88-15-23486-5.
- Attorno all'Adriatico: Venezia Giulia, Fiume e Dalmazia, in La vittoria senza pace. Le occupazioni militari italiane alla fine della grande guerra, a cura di R. Pupo, Roma-Bari, Laterza, 2014, ISBN 978-88-581-1181-9.
- Fiume città di passione, Collana Cultura storica, Roma-Bari, Laterza, 2018, ISBN 978-88-581-3322-4, OCLC 1066030532.
- Vademecum per il Giorno del Rircordo (PDF), su Istituto regionale per la storia del Movimento di liberazione nel Friuli-Venezia Giulia, Istituto regionale per la storia della Resistenza e dell’Età contemporanea nel Friuli Venezia Giulia, 2019. URL consultato il 19 marzo 2021 (archiviato dall'url originale il 12 febbraio 2019). (con Gloria Nemec e Anna Vinci, mappe di Franco Cecotti)
- Adriatico amarissimo. Una lunga storia di violenza, Collana Cultura storica, Bari-Roma, Laterza, 2021, ISBN 978-88-581-4517-3.